# Oskar Faßler
Oskar Faßler (* 8. Juli 1988 in Berlin) ist ein ehemaliger deutscher Basketballspieler. Er kam in der Basketball-Bundesliga auf 123 Einsätze.

## Karriere
Faßler spielte in der Jugend für die Marzahner Basket Bären. 2004 wechselte der U16-Nationalspieler zum TuS Lichterfelde, welcher eng mit dem Basketball-Bundesligisten Alba Berlin kooperierte. Er war in jeder Altersklasse für die jeweiligen Jugend- und Junioren-Nationalmannschaften des Deutschen Basketball Bundes im Einsatz. In der Saison 2005 gab er mit einer Doppellizenz ausgestattet seinen Bundesliga-Einstand für die Berliner. Nachdem er in der Saison 2009/10 nicht über Kurzeinsätze hinausgekommen war, wechselte er noch während der Saison im Januar 2010 zu Science City Jena in die 2. Basketball-Bundesliga ProA. Zur Saison 2010/11 ging er nach Trier, wechselte nach zwei Jahren bei den Moselanern innerhalb der Liga und unterschrieb für die Saison 2012/13 einen Vertrag bei den Gießen 46ers, der nach einem Insolvenzantrag während der Saison am Ende der Spielzeit erstmals seit Gründung der Spielklasse aus der Bundesliga absteigen musste.
Am 10. Juli 2013 wurde bekannt, dass Faßler seine Karriere als Profibasketballer beendet hat.